# Microdon simillimus
Microdon simillimus är en tvåvingeart som beskrevs av Hull 1950. Microdon simillimus ingår i släktet myrblomflugor, och familjen blomflugor.
Artens utbredningsområde är Guyana. Inga underarter finns listade i Catalogue of Life.